# いすゞ・MU-7
ミューセブン (MU-7)は、いすゞ自動車が製造・販売しているSUVである。

## 年表
D-MAXをベースとして2002年に販売を開始した。
2006年8月9日に、大幅改良されたD-MAXとともに発表された。
2013年11月に後継車種となるMU-Xが発表されたが、2013年にLCV事業会社「いすゞモーターズインディア」が設立されたインドではMU-7のノックダウン生産と販売が行われている。

## 車名の由来
- 「MU」はマルチ（Multi）ユーティリティ（Utllity）の頭文字。
- 「7」は7人乗りを表している。またフィリピンにおいては「ALTERRA (アルテラ)」という車名で販売されている。